# Drive My Car (The Beatles)
Drive My Car is het openingsnummer van Rubber Soul uit 1965, het zesde album van de Britse popgroep The Beatles. Het nummer werd geschreven door Paul McCartney met hulp van John Lennon. In de Verenigde Staten verscheen het nummer niet op Rubber Soul, maar werd het pas in 1966 uitgebracht op het album "Yesterday" ...and Today.

## Achtergrond
Het idee voor Drive My Car was afkomstig van Paul McCartney. Hij was ervan overtuigd dat hij een goede melodie had geschreven, maar een slechte liedtekst. In de originele tekst had McCartney het nummer geschreven rondom de zin "You can buy me golden rings" (in plaats van "Baby, you can drive my car"). McCartney was ontevreden over de tekst, omdat "rings" op weinig andere woorden rijmt dan "things" en dit geen goede tekst op zou leveren.
Toen McCartney het nummer aan John Lennon voorlegde, hadden beide schrijvers moeite om te bedenken hoe ze met het nummer verder moesten. Lennon en McCartney hadden het nummer al bijna opgegeven toen ze besloten een korte pauze te nemen. Daarna kwamen ze op de zin "Drive my car" en het idee om een vrouw de heldin van het lied te maken.
De zin "Drive my car" en het idee om een vrouw de heldin van het lied te maken, leidde tot een ongebruikelijke, subtiele liedtekst. In eerste instantie lijkt de tekst te gaan over een man die tegen een vrouw opschept over zijn auto, maar het blijkt dat de vrouw aspiraties heeft om een ster te worden en tegen de man zegt dat hij dan wel haar chauffeur kan zijn. Daarbij is, volgens McCartney, "Drive my car" in de blues een eufemisme voor seks.

## Opnamen
Drive My Car werd door The Beatles opgenomen in de Abbey Road Studios in Londen op 13 oktober 1965. The Beatles namen het nummer in vier takes op, waarbij slechts de laatste take compleet was. Op deze take speelde McCartney basgitaar, George Harrison leadgitaar, Lennon tamboerijn en Ringo Starr drums. Hieraan werden enkele overdubs toegevoegd: piano, gitaar, koebel en zangpartijen door Lennon, McCartney en Harrison.
Een deel van het arrangement voor Drive My Car was bedacht door George Harrison. Hij werd hierbij geïnspireerd door Respect van Otis Redding.

## Uitgaven
Drive My Car werd in Groot-Brittannië op 3 december 1965 uitgebracht op het album Rubber Soul. In de Verenigde Staten bracht platenmaatschappij Capitol het nummer niet uit op de Amerikaanse variant van dit album. Het nummer werd daarentegen bewaard voor het album "Yesterday" ...and Today, dat op 20 juni 1966 werd uitgebracht.
Drive My Car is ook gebruikt op het album Love uit 2006. Hierbij is het nummer gemixt met The Word en What You're Doing en de gitaarsolo uit Taxman en de saxofoons uit Savoy Truffle.
Het nummer is ook door verschillende artiesten gecoverd, de bekendste cover is waarschijnlijk van Bobby McFerrin.

## Bezetting
- Paul McCartney - zang, basgitaar, gitaar, piano
- John Lennon - zang, piano, tamboerijn
- George Harrison - achtergrondzang, gitaar
- Ringo Starr - drums, koebel